# Танггух ЗПГ
Tangguh LNG – завод зі зрідження природного газу (LNG), споруджений у західній частині острова Нова Гвінея, Індонезія.
Відкриття в середині 1990-х років в затоці Berau-Bintuni великих покладів природного газу (два гігантських родовища – Ворвата і Віріагар Діп, а також Ofaweri, Roabiba, Ubadari та Wos) викликало потребу в будівництві заводу з виробництва ЗПГ, як єдиного шляху створення системи доставки газу до споживачів із цього віддаленого та слаборозвиненого регіону.
Завод, розміщений на південному узбережжі згаданої затоки, складався з двох ліній зі зрідження природного газу загальною потужністю 7,6 млн т ЗПГ на рік. Перший вантаж відправили у 2009-му, а за два роки Танггух ЗПГ вийшов на повну проектну потужність.
Для зберігання продукції встановлено два резервуари об`ємом 170 000 м³ кожен. Крім того, встановлено резервуар для конденсату на 20 000 м³. Відвантаження відбувається через причал, здатний обслуговувати газові танкери з вантажомісткістю від 85 000 до 165 000 м³. Він з'єднаний із берегом естакадою довжиною 1,3 км, яка була необхідна для досягнення району з глибиною 13,5 метрів. Також споруджено ще один допоміжний причал на відстані 1 км від узбережжя, котрий забезпечує доставку будівельних матеріалів, палива та інших вантажів для роботи проекту.
Реалізацією проекту займається консорціум у складі BP (40,22%), китайської CNOOC (13,90%), японської Nippon Oil (12,23%), а також MI Berau B.V. (16,30%), KG Berau Petroleum Ltd (8,56%), KG Wiriagar Overseas Ltd. (1,44%) та Indonesia Natural Gas Resources Muturi Inc. (7,35%).
Половина продукції перших двох ліній Танггух ЗПГ законтрактована для поставок за довгостроковими контрактами на адресу CNOOC та південнокорейських POSCO і K-Power.
В 2016 році затверджене рішення про розширення проекту шляхом спорудження третьої лінії з потужністю 3,8 млн т ЗПГ. З цих обсягів 75% будуть постачатись індонезійській електроенергетичній компанії Persero, а залишок направлять японській Kansai Electric.